# 許秦豪
許秦豪（韓語：허진호，1963年8月8日—），南韓電影導演。
許秦豪生於全羅北道全州市，畢業於延世大學，主修哲學，其後在朝鮮電影藝術學院（The Korean Academy of Film Arts）修讀電影製作。他擅長拍攝愛情電影，主要作品有八月照相館。

## 作品列表

### 導演作品

#### 電影
- 1998年：《八月照相館》
- 2001年：《春逝》
- 2005年：《外出》
- 2007年：《尋找幸福的日子》
- 2009年：《五感圖》
- 2009年：《好雨時節》
- 2012年：《危險關係》[1]
- 2016年：《德惠翁主》
- 2017年：《兩道光芒》
- 2018年：《設計者們》
- 2019年：《天文》
- 2024年：《非普通家族》

#### 電視劇
- 2021年：JTBC《人間失格》
- 2024年：TVING《大都市的愛情法》(3、4集)

## 外部連結
- 許秦豪在互联网电影资料库（IMDb）上的資料（英文）